# Odigitria Könyvek
Az Odigitria Könyvek egy magyar teológiai könyvsorozat, amely a Magyarországon kevéssé ismert keleti keresztény egyházi irodalom műveiből jelentet meg többet magyar nyelven szakavatott tudósok alapos kritikai jegyzeteivel együtt. Kiadója az Odigitria Kiadó és 2009 óta a Jel Kiadó. A 2002-ben indult sorozat jelenleg a következő köteteket tartalmazza:
- Ioanichie Bălan: A moldvai szerzetesek élete (2002), fordította: Korányi Mária és Pikler Mihály
- Anthony Bloom: Az élő ima (2002, 2. kiad.: 2010), ford. Imrényi Tibor
- Aranyszájú Szent János: A Felfoghatatlanról és az Egyszülött dicsőségéről (2002), fordította: Perczel István
- Jean Meyendorff: Krisztus az ortodox teológiában (2003), fordította: Imrényi Tibor, Perczel István, Szegedi Iván
- Szofronyij (Szaharov) apát: A Szent Hegy titka. Áthoszi Sziluán (1866−1938) élete, tanításai és írásai (2006, 2. kiad.: 2010); fordította: Imrényi Tibor
- Hészükhaszta József: Az Isten megismeréséről. Egy áthoszi lelkiatya levelei (2006, 2. kiad.: 2011); fordította: Imrényi Dávid
- Ioanichie Bălan: Három beszélgetés moldvai sztarecekkel (2008, megj.: 2009); fordította: Mezei Balázs, Kicsi Sándor
- Szent Simeon az Új Teológus: Az isteni szerelmek himnuszai (2010); fordította: Perczel István
- Áthoszi Porfíriosz atya élete (1906–1991) (2011); fordította: Imrényi Dávid
- Áthoszi Porfíriosz atya tanításai (2012); fordította: Sinka Borbála Julianna
- Kronstadti Szent János: „Életem Krisztusban” (2014) Válogatta és összeállította: A. V. Jelcsanyinov; fordította: Havasi Ágnes és Pikler Mihály
- Dionísziosz Tácisz: “Légy elrejtett ember!” Szemelvények XX. századi görög ortodox atyák tanításaiból (2016); fordította: Pikler Mihály